# 1852 Карпентер
1852 Карпентер (1852 Carpenter) — астероїд головного поясу, відкритий 1 квітня 1955 року.
Тіссеранів параметр щодо Юпітера — 3,217.